# クーリエ・メイル
『クーリア・メイル』 (The Courier-Mail) は、ブリスベン（クイーンズランド、オーストラリア）の日刊新聞。

## 沿革
- 1933年8月28日、世界恐慌の影響により経営難に陥った、The Brisbane Courier（1846年6月20日 The Moreton Bay Courierとして創刊）と、The Daily Mail（1903年10月3日創刊）の合併により創刊。
- ニューズ・コーポレーションの新聞として、一般的に自由市場主義、グローバリゼイション支持であり、2003年イラク侵攻についても賛同する記事を掲載。
- 2005年12月14日、ブロードシートから、タブロイド版へ変更することを発表。
- 2006年3月11日土曜日、ブロードシート出版終了
- 2006年3月13日月曜日、タブロイド判出版開始
- 2006年時点 国内第4位の発行部数、ブリスベン唯一の日刊新聞で、読者の3/4はCBDに位置する[1]。